# Irena Paleologina
Irena Paleologina (gr.: Ειρήνη Παλαιολογίνα, Eirēnē Palaiologina; bułg.: Ирина Палеологина, Irina Paleołogina) – księżniczka bizantyńska, córka cesarza Michała VIII Paleologa, żona Iwana Asena III cara Bułgarii.

## caryca Bułgarii
Irena była najstarszą córką cesarza Michała VIII Paleologa i cesarzowej Teodory Dukainy Watatziny.
Zainteresowany destabilizacją polityczną Bułgarii Michał VIII poparł wybuch powstania przeciw carowi Konstantynowi Tichowi w 1277 roku pod wodzą chłopa z północnej Bułgarii Iwajły. Ofiarował też Iwajle rękę Ireny i pomoc ze strony Cesarstwa. Klęska Konstantyna Ticha, który zginął w bitwie z chłopskimi rebeliantami i postępy rebelii skłoniły Michała VIII do zmiany stanowiska. Jeszcze w tym samym 1277 roku wydał Irenę za Iwana Mico, potomka carskiej dynastii bułgarskiej, żyjącego w imperium bizantyńskim. Na czele armii dowodzonej przez Michała Glawasa wysłał go następnie do Bułgarii.
W obliczu najazdu bizantyńskiego, wdowa po Konstantynie Tichu, carowa Maria otwarła przed Iwajłą, oblegającym, Tyrnowo, bramy miasta. W wyniku zawartego porozumienia Iwajło poślubił carową wdowę i objął tron carski. Pierwsza próba zdobycia tronu carskiego dla Iwana Asena III zakończyła się niepowodzeniem. Iwajło rozbił atakujących od północy, za sprawą intryg Michała VIII, Tatarów pod wodzą Kasimbeja, po czym zwrócił się ku nadciągającej od południa, kilkoma drogami, nowej armii bizantyńskiej, dowodzonej znowu przez Michała Glawasa Tarchaniotę. Przez kilka miesięcy z powodzeniem toczył walki z Grekami. W 1279 roku Michałowi VIII udało się doprowadzić do kolejnej dywersji Tatarów. Od północy wtargnął następny zagon tatarski. Iwajło z główną armią wyruszył mu na spotkanie. Iwan Mico na czele wojsk bizantyńskich podszedł pod Tyrnowo. Ponieważ wśród bojarów bułgarskich rozeszła się pogłoska, że Iwajło poległ na północy w walkach z Tatarami, wydali miasto Grekom. Michała II Ticha i jego matkę odesłano do Konstantynopola, a Iwan Mico jako Iwan Asen III objął tron Bułgarów.
Pomimo odesłania carowej wdowy, Marii wraz z synem Michałem do Konstantynopola, nowej parze carskiej nie udało się pozyskać swych nowych poddanych. Rozproszone dotąd i skłócone wzajemnie bojarstwo zaczęło się jednoczyć wokół bojara kumańskiego pochodzenia Jerzego Tertera. Iwan Asen III próbował przeciągnąć go na swą stronę wydając za niego, za namową Michała VIII, swoją siostrę Kermarię. Nie przyniosło to jednak spodziewanych rezultatów. W dodatku wiosną 1280 roku Iwajło przeszedł do ofensywy, wyzwalając znaczną część kraju. Zagroził nawet Iwanowi Asenowi III oblegając go w Tyrnowie. Latem 1280 roku dwukrotnie rozgromił armię bizantyńską. Po tych klęskach Iwan Asen III zbiegł wraz z małżonką z Tyrnowa rezygnując z władzy carskiej.
Michał VIII początkowo nie chciał przyjąć zięcia. Iwan Asen III udał się do obozu wodza Złotej Ordy Nogaja, gdzie tylko dzięki pomocy szwagierki, siostry Ireny, Eufrozyny, uniknął śmierci. Ostatecznie po śmierci Iwajły z rąk Nogaja cesarz pogodził się z zięciem i ofiarował mu stanowisko na dworze cesarskim.

## Rodzina
Irena urodziła Iwanowi Asenowi III ośmioro dzieci:
- Michała Asena, generała bizantyńskiego w Macedonii, tytularnego cesarza Bułgarii
- Andronika Asena, zm. po 1355 roku, gubernatora Morei z ramienia Bizancjum w latach 1316-1322,
- Izaaka Asena, zm. ok. 1350 roku,
- Manuela Asena
- Konstantyna Asena
- Marię Asen, wydaną za Rogera de Flor dowódcę Kompanii Katalońskiej
- Annę Asen, zaręczoną z Michałem Angelosem księciem Neopatras
- Teodorę Asen[3].

Iwan Asen III i Irena stali się przodkami licznej i wpływowej rodziny Asenów (albo Asanów), która odegrała znaczącą rolę w dziejach późnego cesarstwa bizantyńskiego. Jedna z potomkiń Iwana Asena III, Irena Asanina (wnuczka Andronika Asena) poślubiła przyszłego cesarza Jana VI Kantakuzena. Jej córka Helena została żona Jana V Paleologa i matką cesarzy.